# فأر مؤنسن

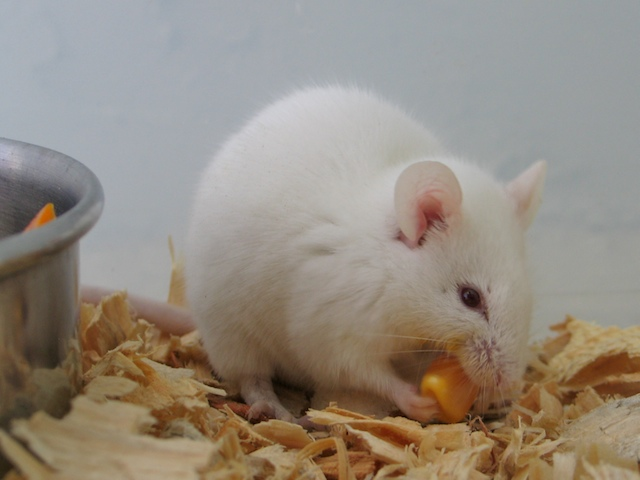

الفَاْرُ المُؤَنْسَنُ (بالإنجليزية: humanized mice)‏ هو الفأر الذي يحمل جينات أو خلايا أو أنسجة أو أعضاء بشرية وظيفية، وتُستخدَم هذه الفئران كنماذج حيوانية صغيرة في البحوث الطبية البيولوجية لاكتشاف الوسائل العلاجية للبشر. كثيراً ما تُستخدَم فئران ذات عوز مناعي لزرع الخلايا أو الأنسجة البشرية فيها لأن عوز المناعة يسمح ببقاء الخلايا الأجنبية في أجسامها.